# Blast beat
Il blast beat (traducibile in italiano come "battito a raffica") è uno dei groove di maggior diffusione nel metal estremo, ampiamente utilizzato nel black metal, death metal e grindcore.

## Storia del groove
Una forma primordiale di blast beat nasce come tecnica jazzistica principalmente per essere usato come fill (batteristi come Tony Williams e Sunny Murray lo sfruttavano molto, e attualmente Steve Smith), ma troverà largo uso con l'avvento del metal estremo. Nei primi anni '80 band come D.R.I. e Repulsion introdussero sprazzi di blast beat nella musica estrema, seguiti da Charlie Benante (batterista degli Anthrax) a metà anni '80, infatti nei brani Milk e Anti-procrastination Song (dal disco Speak English or Die dei S.O.D., un progetto di Benante) si avverte questa tecnica allora inedita. Il blast beat diverrà un marchio distintivo solamente con Mick Harris dei Napalm Death, ove nel disco Scum (1987), fa un largo uso di questo groove, che andrà in seguito ad influenzare lo stile di numerosi batteristi di generi oltranzisti come grindcore, brutal death metal, black metal. 
Il perfezionamento e la trasformazione di questo groove così come l'applicazione "metricamente corretta" è ad opera di batteristi come Pete Sandoval dei Morbid Angel, Ken Owen dei Carcass e Steve Asheim dei Deicide, che lo miscelarono con le tecniche tipiche della batteria death metal. Negli anni '90, il blast beat diverrà una colonna portante per le ritmiche di questi generi, con illustri esponenti come Cannibal Corpse, Morbid Angel, Mayhem, Marduk, Suffocation, Nile ecc... 
Steve Smith, batterista fusion, lo applica in tutte le sue forme.

## Esecuzione
L'esecuzione del blast beat si basa sulla continua alternanza di colpi eseguiti tra grancassa e un qualsiasi altro fusto, solitamente il rullante, con velocità sostenute (quasi sempre al di sopra dei 200 bpm in sedicesimi). Nei generi estremi viene applicato con una sola mano e un solo piede, così da permettere agli altri arti di arricchire questo groove/fill con ostinati o altro. In altri casi viene applicato con entrambe le mani alternate ed entrambi i piedi in modo da poter raggiungere una maggior velocità di esecuzione e una maggior scioltezza. Un esempio di alternanza delle mani nel blast beat si può trovare nel cosiddetto Dirk blast, innovato da Dirk Verbeuren, nel quale si applica il rudimento "flam accent" tra rullante e piatti ottenendo così un interessante blast beat terzinato. 
Il blast beat si può orchestrare in figure di sedicesimi in quartine o sestine. Si può anche orchestrarlo in tempo composto per un blast beat più sostenuto, o in tempo shuffle magari tenendo il tempo sul rullante e segnando il primo accento della terzina con piatto (preferibilmente charleston aperto) e cassa. Importante sottolineare che il blast beat in shuffle sacrifica la violenza in virtù dell'accompagnamento della chitarra.
Quando un blast beat viene eseguito a velocità estremamente elevate prende il nome di "hyper blast".
Le quattro varianti principali del blast beat sono:
- Traditional blast: piatto/grancassa all'unisono in battere, e rullante in levare. Di questa variante, chiamata anche European blast, viene fatto largo uso soprattutto in ambito grindcore e black metal. Non è tuttavia raro l'utilizzo del traditional blast nel death metal e le sue varianti. La veloce alternanza di grancassa e rullante conferisce un sound particolarmente caotico e violento. Per scandire il tempo ed agevolare anche gli altri membri della band, spesso vengono accentati tutti i quarti in battere (es: se il blast beat viene eseguito sul ride ogni quarto il batterista può colpire la campana per scandire al meglio il tempo).
- Hammer blast: piatto/grancassa/rullante all'unisono in battere. Questa variante è particolarmente diffusa nel death metal e nei suoi sottogeneri. L'hammer blast risulta rispetto al traditional blast più definito e martellante (da qui il nome "hammer blast", dove hammer in inglese significa "martello"). Uno dei vantaggi di questo tipo di blast beat è il fatto di poter dimezzare i colpi sui piatti eseguiti con la "mano debole", rendendolo più facile per i principianti ed agevolando eventuali accenti su crash, spalsh o china. L'hammer blast è anche conosciuto con i nomi di American blast, Suffo-blast e Smith blast.
- Bomb blast: piatto/rullante/grancassa all'unisono in battere, e grancassa in levare. Questa è una delle versioni più diffuse in ambito brutal death metal. In questa versione del blast beat le mani andranno a fare lo stesso lavoro dell'hammer blast colpendo il piatto ed il rullante all'unisono ogni ottavo, mentre i piedi eseguiranno un tappeto di sedicesimi con l'ausilio della doppia cassa o in alternativa del doppio pedale. Questa variante è anche conosciuta con il nome di Cannibal blast, poiché questa tecnica è stata resa celebre negli anni novanta dal gruppo death metal Cannibal Corpse.
- Gravity blast: piatto/grancassa/rullante all'unisono in battere, e rullante in levare, oppure piatto/rullante all'unisono in battere, e rullante/grancassa in levare. In questa variante la tecnica del gravity roll viene applicata sul rullante per conferire una maggiore velocità. Questa variante è molto diffusa nel brutal death metal e nel technical death metal. Il gravity blast è conosciuto anche con il nome di Freehand blast.

## Maggiori esponenti del blast beat
Alcuni esempi di batteristi che utilizzano stabilmente il blast beat come groove e fill:
- Dan Presland (Ne Obliviscaris)
- John Longstreth (Origin, Gorguts, ex Skinless)
- Sebastian Lanser (Obscura)
- Ken Bedene (Aborted)
- Alex Rüdinger (ex The Faceless, Intronaut, Whitechapel)
- Romain Goulon (Necrophagist, Disavowed, Blasphemer, Benighted, Agressor)
- Francesco Paoli (Fleshgod Apocalypse)
- Marco Pitruzzella aka "Lord Marco" (ex The Faceless, ex Vital Remains, ex Brain Drill, Six Feet Under)
- Alex Pelletier (Despised Icon)
- David Diepold (Cognizance)
- Eugene Ryabchenko (Locracy, ex Belphegor)
- Bård "Faust" Eithun (ex Emperor, Aborym)
- Federico Leone (The Modern Age Slavery)
- Giulio Galati (Hideous Divinity, Nero di Marte)
- Simone "Arconda" Piras (ex Hour of Penance)
- Alex Bent (Trivium)
- Jan Benkwitz (Blasphemer)
- Jay Weinberg (Slipknot)
- Eric Morotti (Suffocation)
- Kerim "Krimh" Lechner (ex Decapitated, Septicflesh)
- Nick Augusto (ex Trivium)
- Joey Jordison (ex Slipknot, Sinsaenum)
- Janne Jaloma (Dark Funeral)
- James Stewart (Vader)
- Marthyn Jovanovic (Belphegor)
- Jon "The Charn" Rice (Job for a Cowboy)
- Peter Wildoer (Darkane, James LaBrie)
- Mauro Mercurio (ex Hour of Penance, Eyeconoclast, Hideous Divinity)
- Sam Paulicelli aka "66Samus" (Decrepit Birth)
- David Folchitto (Stormlord, Fleshgod Apocalypse)
- Hannes Grossmann (ex Obscura, Necrophagist)
- Cameron Losch (Born of Osiris)
- Matte Modin (ex Dark Funeral)
- Adrian Erlandsson (ex Cradle of Filth, At the Gates)
- Kevin Paradis (Benighted)
- Alex Holzwarth (Rhapsody of Fire)
- George Kollias (Nile, Sickening Horror)
- Derek Roddy (ex Hate Eternal, Aurora Borealis, Nile, Serpents Rise)
- Zbigniew Robert "Inferno" Promiński (Behemoth)
- Jan Axel von Blomberg alias Hellhammer (Mayhem, Arcturus, Dimmu Borgir, Kovenant, *Antestor, Jørn, Mortem, Shining, Vidsyn)
- Fredrik Widigs (ex Marduk)
- Paul Mazurkiewicz (Cannibal Corpse)
- Flo Mounier (Cryptopsy)
- Danny Herrera (Napalm Death)
- John Longstreth (Origin, Dying Fetus)
- Steve Asheim (Deicide)
- Dave Culross (ex Suffocation, Malevolent Creation)
- GroM (Ancient, Hortus Animae, Hate Profile, Opposite Sides)
- Horgh (Immortal, Hypocrisy)
- Nils "Dominator" Fjellström (ex Dark Funeral, Aeon)
- Dave Lombardo (ex Slayer, Fantômas, Grip Inc., Philm, John Zorn)
- Fred Estby (Dismember)
- Mick Harris (ex Napalm Death, Scorn, John Zorn)
- Gene Hoglan (Dark Angel, Death, Testament, Strapping Young Lad)
- Max Duhamel (Kataklysm)
- Alex Hernandez (Immolation)
- Vinnie Paul, Pantera
- Max Kolesne (ex Krisiun)
- Mascio (Rotten Inside)
- Ken Owen (Carcass)
- James Payne (ex Hour of Penance)
- Tony Laureano (ex Nile, ex Malevolent Creation, ex 1349)
- Pete Sandoval (Morbid Angel, Terrorizer)
- Raphael Saini (Iced Earth, Chaoswave, We Are Building Ruins, Cripple Bastards)
- Mike Smith (ex Suffocation)
- Trym Torson (Emperor, Enslaved, Zyklon)
- Andy Whale (Bolt Thrower)
- Charlie Benante (Anthrax, S.O.D.)
- Tim Yeung (ex batterista Vital Remains e Hate Eternal, Divine Heresy, Morbid Angel)
- Simon Schilling (Marduk)
- Frost (Satyricon e 1349)
- Martin Axenrot (Opeth, Bloodbath)
- James King (Origin, Viral Load)
- John Engman (Brodequin)
- Chad Walls (ex Brodequin)
- Ben Gordon (Parkway Drive)
- Shannon Lucas (The Black Dahlia Murder)
- Nick Barker (Lock Up, Benediction, Brujeria, Dimmu Borgir, Cradle Of Filth, Old Man's Child, Testament)
- Ariën van Weesenbeek (Epica, God Dethroned, MaYaN)

## Esecutori di blast beat estranei al metal
- Thomas Lang
- Sunny Murray
- Steve Smith
- Angelo Spampinato
- Tony Williams